# Championnat d'Argentine open de polo

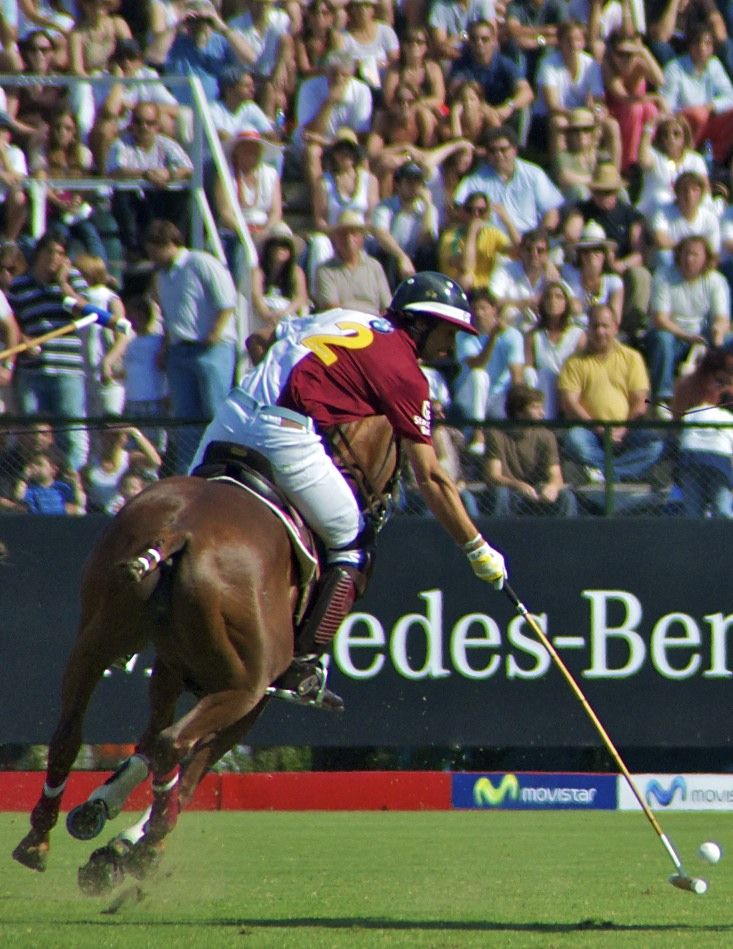
Championnat d'Argentine open de polo

Championnat d'Argentine open de polo (Campeonato Argentino Abierto de Polo en espagnol) est la plus importante compétition internationale de polo réservée aux clubs. Le tournoi se tient depuis 1893 au Campo Argentino de Polo à Palermo, quartier de Buenos Aires.
Connu sous le nom de River Plate Polo Championship entre 1893 et 1923, ce tournoi est réservé aux clubs ayant un handicap de 28 à 40 buts. 

## Palmarès
| Année | Club                         | Joueurs |
| ----- | ---------------------------- | --- |
| 1893  | Hurlingham                   | Francisco J.Balfour, Frank Furber, C.J. Tetley and Hugo Scott-Robson.                                              |
| 1894  | The Casuals                  | E. Follet Holt, R. Mc Smyth, Percy Talbot and F.S. Robinson.                                                       |
| 1894  | Flores                       | J. Bennett, F.J. Bennett, T. Scott-Robson and Hugo Scott-Robson.                                                   |
| 1895  | Las Petacas                  | Sixto Martínez, José Martínez, Frank E. Kinchant and Francisco Benítez.                                            |
| 1895  | The Casuals                  | E. Follet Holt, C.J. Tetley, R. Scott Moncrieff and Percy Talbot.                                                  |
| 1896  | Las Petacas                  | Sixto Martínez, José Martínez, Frank C. Kinchant and Francisco Benítez.                                            |
| 1897  | Hurlingham                   | M. Finlayson, Frank Furber, E. Follet Holt and Hugo Scott-Robson.                                                  |
| 1898  | The Casuals                  | Frank B. Hinchliff, Eduardo Traill, Roberto W.Traill and F.S. Robinson.                                            |
| 1899  | Hurlingham                   | Francisco J. Balfour, F.J. Bennet, T. Scott-Robson and Hugo Scott-Robson.                                          |
| 1900  | La Victoria                  | Mangus Fea, Frank E. Kinchant, J. Luard Bury and W. Hinchliff.                                                     |
| 1901  | San Carlos                   | Gastón Peers, Percy Talbot, J.Carrizo and Roque Fredes.                                                            |
| 1902  | Hurlingham                   | Francisco J. Balfour, E.C. Robson, T. Scott-Robson and B. Bedford.                                                 |
| 1903  | Hurlingham                   | Francisco J. Balfour, G.E.P. Robson, T.Scott-Robson and Hugo Scott- Robson.                                        |
| 1905  | Hurlingham                   | E.C. Robson, T. Scott-Robson, Hugo Scott-Robson and B.Bedford.                                                     |
| 1904  | North Santa Fe               | José E. Traill, Eduardo Traill, Juan A.E. Traill and Roberto W. Traill.                                            |
| 1906  | North Santa Fe               | José E. Traill, Juan A.E. Traill, Roberto W. Traill and José González.                                             |
| 1907  | Western Camps                | Juan A. Campbell, Ricardo Leard, H. Drysdale and Eduardo Lucero.                                                   |
| 1908  | North Santa Fe               | José E. Traill, Juan A.E. Traill, Roberto W. Traill and Eduardo Traill.                                            |
| 1909  | Western Camps                | Juan A.Campbell, Ricardo Leard, H.Drysdale and Eduardo Lucero.                                                     |
| 1910  | Las Rosas                    | Carlos A.M. Watts, Roberto G. Best, Juan A.E.Traill and E.de Galiani.                                              |
| 1911  | North Santa Fe               | Geoffrey C. Francés,L.A.Lynch Staunton, Roberto W. Traill and Juan A.E.Traill.                                     |
| 1912  | North Santa Fe               | Geoffrey C. Francés,L.A.Lynch Staunton, Roberto W. Traill and Juan A.E.Traill.                                     |
| 1913  | North Santa Fe               | Eduardo Traill, L.A. Lynch Staunton, Roberto W. Traill and Juan A.E.Traill.                                        |
| 1914  | --                           | Tournoi annulé en raison de la Première Guerre mondiale.                                                           |
| 1915  | El Palomar                   | Lindsay R.S. Holway, Samuel A.Casares, Carlos F. Lacey and Luis L. Lacey.                                          |
| 1916  | North Santa Fe               | Juan B. Miles, David B. Miles, Carlos N: Land and Juan A.E. Traill.                                                |
| 1917  | North Santa Fe               | Juan B. Miles, David B. Miles, Carlos N: Land and Juan A.E. Traill.                                                |
| 1918  | Hurlingham                   | Jorge H. Roberts, C. Crawford Smith, Julio Negron and Juan A.E. Traill.                                            |
| 1919  | Las Rosas                    | W.A. Benítz, Juan B. Miles, David B. Miles and Carlos N. Land.                                                     |
| 1920  | Hurlingham                   | Arturo J. Kenny, Juan D. Nelson, Julio Negron and Luis L. Lacey.                                                   |
| 1921  | Hurlingham                   | Arturo J. Kenny, Juan D. Nelson, Julio Negron and Luis L. Lacey.                                                   |
| 1922  | Santa Inés                   | Daniel M. Kearney, Carlos N. Land, Guillermo Brooke Naylor and Juan Kearney.                                       |
| 1923  | Las Rosas                    | Juan B. Miles, Juan D. Nelson, E. Leonardo Lacey and Luis L. Lacey.                                                |
| 1924  | Santa Inés                   | Daniel M. Kearney, Carlos N. Land, Guillermo Brooke Naylor and Juan Kearney.                                       |
| 1925  | Hurlingham                   | Arturo J. Kenny, Juan D. Nelson, E. Leonardo Lacey and Luis L. Lacey.                                              |
| 1926  | Hurlingham                   | Francisco Cevallos, Ramón Videla Dorna, Justo J. Galarreta and Enrique E. Padilla.                                 |
| 1927  | Hurlingham                   | Arturo J. Kenny, Juan D. Nelson, Julio Negron and Luis L. Lacey.                                                   |
| 1928  | Santa Inés                   | Daniel Kearney, Guillermo Brooke Naylor, K. Reynolds (F.Watson) and Juan Kearney.                                  |
| 1929  | Hurlingham                   | Arturo J. Kenny, Juan D. Nelson, Enrique Padilla and Luis L. Lacey.                                                |
| 1930  | Santa Paula                  | Alfredo J. Harrington, Juan J. Reynal, José C. Reynal and Manuel Andrada.                                          |
| 1931  | La Rinconada                 | Audilio Bonadeo Ayrolo, Martín J. Reynal, José C. Reynal and Manuel Andrada.                                       |
| 1932  | Meadow Brook                 | Michael G. Phipps, Ewinston F.C. Guest, Elmer J. Boeseke Jr. and William H. Post.                                  |
| 1933  | Santa Paula                  | Juan J. Reynal, Martín J. Reynal, José C. Reynal and Manuel Andrada.                                               |
| 1934  | Coronel Suárez               | Ricardo E. Garrós, Eduardo E. Garrós, Enrique J. Alberdi and Juan C. Alberdi.                                      |
| 1935  | Tortugas                     | Juan C. Alberdi, Mario Inchauspe, Enrique J. Alberdi and Manuel Andrada.                                           |
| 1936  | Santa Paula                  | Juan J. Reynal, Matías Casares, José C. Reynal and Ricardo S. Santamarina.                                         |
| 1937  | Hurlingham                   | Eduardo Rojas Lanusse, Juan D. Nelson, Roberto Cavanagh and Luis L. Lacey.                                         |
| 1938  | Los Indios                   | Audilio Bonadeo Ayrolo, Juan Rodríguez, Andrés Gazzotti and Manuel Andrada.                                        |
| 1939  | El Trébol                    | Luis J. Duggan, Heriberto Duggan, Enrique Duggan and Manuel Andrada.                                               |
| 1940  | El Trébol                    | Luis J. Duggan, Julio M. Menditeguy, Heriberto Duggan and Carlos M. Menditeguy.                                    |
| 1941  | El Trébol                    | Luis J. Duggan, Julio M. Menditeguy, Heriberto Duggan and Carlos M. Menditeguy.                                    |
| 1942  | El Trébol                    | Luis J. Duggan, Julio M. Menditeguy, Heriberto Duggan and Carlos M. Menditeguy.                                    |
| 1943  | El Trébol                    | Luis J. Duggan, Julio M. Menditeguy, Heriberto Duggan and Carlos M. Menditeguy.                                    |
| 1944  | Venado Tuerto                | Juan L. Cavanagh, Roberto Cavanagh, Enrique J. Alberdi and Juan C. Alberdi.                                        |
| 1945  | --                           | Tournoi annulé en raison de la Seconde Guerre mondiale.                                                            |
| 1946  | Venado Tuerto                | Juan L. Cavanagh, Roberto Cavanagh, Enrique J. Alberdi and Juan C. Alberdi.                                        |
| 1947  | Venado Tuerto                | Juan L. Cavanagh, Roberto Cavanagh, Enrique J. Alberdi and Juan C. Alberdi.                                        |
| 1948  | Venado Tuerto                | Juan L. Cavanagh, Roberto Cavanagh, Enrique J. Alberdi and Juan C. Alberdi.                                        |
| 1949  | Venado Tuerto                | Juan L. Cavanagh, Roberto Cavanagh, Enrique J. Alberdi and Juan C. Alberdi.                                        |
| 1950  | Venado Tuerto                | Juan L. Cavanagh, Roberto Cavanagh, Enrique J. Alberdi and Juan C. Alberdi.                                        |
| 1951  | Los Pingüinos                | Luis J. Duggan, Iván M. Mihanovich, Gabriel Capdepont and Mariano Gutiérrez Achaval.                               |
| 1952  | Coronel Suárez               | Ruben Fernández Sarraúa, Francisco Reyes Carrere, Enrique J. Alberdi and Juan Carlos Harriott.                     |
| 1953  | Coronel Suárez               | Ernesto J. Lalor, Francisco Reyes Carrere, Enrique J. Alberdi and Juan C. Alberdi.                                 |
| 1954  | El Trébol                    | Nicolás Ruiz Guinazú, Roberto Skene, Carlos E. Menditeguy and Eduardo A. Bullrich.                                 |
| 1955  | Venado Tuerto                | Juan L. Cavanagh, Roberto Cavanagh, Enrique J. Alberdi and Juan C. Alberdi.                                        |
| 1956  | El Trébol                    | Eduardo A. Bullrich, Julio Menditeguy, Roberto Skene and Carlos E. Menditeguy.                                     |
| 1957  | Coronel Suárez               | Bertil Andino Grahn, Juan Carlos Harriott (h), Enrique J. Alberdi and Juan Carlos Harriott.                        |
| 1958  | Coronel Suárez- Los Indios   | Horacio A. Heguy, Juan Carlos Harriott (h), Antonio Heguy and Juan Carlos Harriott                                 |
| 1959  | Coronel Suárez               | Horacio A. Heguy, Juan Carlos Harriott (h), Luis A. Lalor and Juan Carlos Harriott.                                |
| 1960  | El Trébol                    | Horacio Castilla, Teófilo V. Bordeau, Carlos de la Serna and Carlos E. Menditeguy.                                 |
| 1961  | Coronel Suárez               | Horacio A. Heguy, Daniel González, Juan Carlos Harriott (h), and Juan Carlos Harriott.                             |
| 1962  | Coronel Suárez               | Horacio A. Heguy, Daniel González, Juan Carlos Harriott (h), and Juan Carlos Harriott.                             |
| 1963  | Coronel Suárez               | Alberto P. Heguy, Horacio A. Heguy, Juan Carlos Harriott (h), and Juan Carlos Harriott.                            |
| 1964  | Coronel Suárez               | Alberto P. Heguy, Horacio A. Heguy, Juan Carlos Harriot (h) and Juan Carlos Harriott (Carlos Torres Zavaleta).     |
| 1965  | Coronel Suárez               | Alberto P. Heguy, Horacio A. Heguy, Juan Carlos Harriott (h) and Daniel González.                                  |
| 1966  | Coronel Suárez               | Alberto P. Heguy (William Linfoot), Horacio A. Heguy, Juan Carlos Harriott (h) and Daniel González.                |
| 1967  | Coronel Suárez               | Alberto P. Heguy, Horacio A. Heguy, Juan Carlos Harriott h) and Alfredo Harriott.                                  |
| 1968  | Coronel Suárez               | Alberto P. Heguy, Horacio A. Heguy, Juan Carlos Harriott h) and Alfredo Harriott.                                  |
| 1969  | Coronel Suárez               | Alberto P. Heguy, Horacio A. Heguy, Juan Carlos Harriott h) and Alfredo Harriott.                                  |
| 1970  | Coronel Suárez               | Alberto P. Heguy, Horacio A. Heguy, Juan Carlos Harriott h) and Alfredo Harriott.                                  |
| 1971  | Santa Ana                    | Teófilo V. Bordeau, Gastón Dorignac, Daniel González and Francisco Dorignac.                                       |
| 1972  | Coronel Suárez               | Alberto P. Heguy, Horacio A. Heguy, Juan Carlos Harriott (h) and Alfredo Harriott.                                 |
| 1973  | Santa Ana                    | Gastón R. Dorignac, Héctor Merlos, Daniel González and Francisco Dorignac.                                         |
| 1974  | Coronel Suárez               | Alberto P. Heguy, Horacio A. Heguy, Juan Carlos Harriott (h) and Alfredo Harriott.                                 |
| 1975  | Coronel Suárez               | Alberto P. Heguy, Horacio A. Heguy, Juan Carlos Harriott (h) and Alfredo Harriott.                                 |
| 1976  | Coronel Suárez               | Alberto P. Heguy, Horacio A. Heguy, Juan Carlos Harriott (h) and Alfredo Harriott.                                 |
| 1977  | Coronel Suárez               | Alberto P. Heguy, Horacio A. Heguy, Juan Carlos Harriott (h) and Alfredo Harriott.                                 |
| 1978  | Coronel Suárez               | Alberto P. Heguy, Horacio A. Heguy, Juan Carlos Harriott (h) and Alfredo Harriott.                                 |
| 1979  | Coronel Suárez               | Alberto P. Heguy, Horacio A. Heguy, Juan Carlos Harriott (h) and Alfredo Harriott.                                 |
| 1980  | Coronel Suárez               | Benjamín Araya, Alberto P. Heguy, Alfredo Harriott and C. Garrós (Horacio Heguy).                                  |
| 1981  | Coronel Suárez               | Benjamín Araya, Alberto P. Heguy, Alfredo Harriott and Celestino Garrós.                                           |
| 1982  | Santa Ana                    | Gastón R. Dorignac, Héctor Merlos Guillermo Gracida (h) and Francisco E. Dorignac.                                 |
| 1983  | Coronel Suárez II            | Benjamín Araya, Juan Badiola, Daniel González and Horacio Araya.                                                   |
| 1984  | La Espadaña                  | Juan M. Zavaleta, Alfonso Pieres, Gonzalo Pieres and Ernesto Trotz (h).                                            |
| 1985  | --                           | Tournoi inachevé                                                                                                   |
| 1986  | La Espadaña (Mayo)           | Antonio Herrera, Alfonso Pieres, Gonzalo Pieres and Ernesto Trorz (h).                                             |
| 1986  | Indios Chapaleufú            | Marcos Heguy, Gonzalo Heguy, Horacio Heguy (h) and Alejandro Garrahan.                                             |
| 1987  | La Espadaña                  | Carlos Gracida, Alfonso Pieres, Gonzalo Pieres and Ernesto Trotz (h).                                              |
| 1988  | La Espadaña                  | Carlos Gracida, Alfonso Pieres, Gonzalo Pieres and Ernesto Trotz (h).                                              |
| 1989  | La Espadaña                  | Carlos Gracida, Alfonso Pieres, Gonzalo Pieres and Ernesto Trotz (h).                                              |
| 1990  | La Espadaña                  | Carlos Gracida, Alfonso Pieres, Gonzalo Pieres and Ernesto Trotz (h).                                              |
| 1991  | Indios Chapaleufú I          | Bautista Heguy, Gonzalo Heguy, Horacio Heguy (h) and Marcos Heguy.                                                 |
| 1992  | Indios Chapaleufú I          | Bautista Heguy, Gonzalo Heguy, Horacio Heguy (h) and Marcos Heguy.                                                 |
| 1993  | Indios Chapaleufú I          | Bautista Heguy, Gonzalo Heguy, Horacio Heguy (h) and Marcos Heguy.                                                 |
| 1994  | La Ellerstina                | Adolfo Cambiaso (h), Mariano Aguerre, Gonzalo Pieres and Carlos Gracida.                                           |
| 1995  | Indios Chapaleufú I          | Bautista Heguy, Gonzalo Heguy, Horacio Heguy (h) and Marcos Heguy.                                                 |
| 1996  | Indios Chapaleufú II         | Alberto Heguy (h), Ignacio Heguy, Alejandro Díaz Alberdi and Eduardo Heguy.                                        |
| 1997  | La Ellerstina                | Adolfo Cambiaso (h), Mariano Aguerre, Gonzalo Pieres and Bartolomé Castagnola.                                     |
| 1998  | La Ellerstina                | Adolfo Cambiaso (h), Mariano Aguerre, Gonzalo Pieres and Bartolomé Castagnola.                                     |
| 1999  | Indios Chapaleufú II         | Alberto Heguy (h), Ignacio Heguy, Milo Fernández Araujo and Eduardo Heguy.                                         |
| 2000  | Indios Chapaleufú II         | Alberto Heguy (h), Ignacio Heguy, Milo Fernández Araujo and Eduardo Heguy.                                         |
| 2001  | Indios Chapaleufú            | Bautista Heguy, Mariano Aguerre, Marcos Heguy and Horacio Heguy(h).                                                |
| 2002  | La Dolfina King Power        | Adolfo Cambiaso (h), Sebastián Merlos, Juan Ignacio Merlos and Bartolomé Castagnola.                               |
| 2003  | La Aguada Passat             | Javier Novillo Astrada, Eduardo Novillo Astrada (h), Miguel Novillo Astrada e Ignacio Novillo Astrada.             |
| 2004  | Indios Chapaleufú II         | Alberto Heguy (h), Ignacio Heguy, Milo Fernández Araujo and Eduardo Heguy.                                         |
| 2005  | La Dolfina Showmatch         | Adolfo Cambiaso, Lucas Monteverde, Mariano Aguerre and Bartolomé Castagnola.                                       |
| 2006  | La Dolfina Showmatch         | Adolfo Cambiaso, Lucas Monteverde (h), Mariano Aguerre and Bartolomé Castagnola.                                   |
| 2007  | La Dolfina Jaeger le coultre | Adolfo Cambiaso, Lucas Monteverde (h), Mariano Aguerre and Bartolomé Castagnola.                                   |
| 2008  | La Ellerstina                | Facundo Pieres (10), Gonzalo Pieres Jr (10), Pablo Mac Donough (10) and Juan M. Nero(9).                           |
| 2009  | La Dolfina                   | Adolfo Cambiaso (10), Lucas Monteverde Jr (10), Mariano Aguerre (10) and Bartolomé Castagnola (9).                 |
| 2010  | La Ellerstina                | Facundo Pieres (10), Gonzalo Pieres Jr (10), Pablo Mac Donough (10) and Juan M. Nero(10).                          |
| 2011  | La Dolfina                   | Adolfo Cambiaso (10), David Stirling Jr Jr (10), Mariano Aguerre (10) and Juan M. Nero (10).                       |
| 2012  | La Ellerstina                | Facundo Pieres (10), Gonzalo Pieres Jr (10), Pablo Mac Donough (10) and Nicolás Pieres(9).                         |
| 2013  | La Dolfina                   | Adolfo Cambiaso (10), David Stirling Jr Jr (10), Pablo Mac Donough (10) and Juan M. Nero (10) (Sebastián Merlos).  |
| 2014  | La Dolfina                   | Adolfo Cambiaso (10), David Stirling Jr Jr (10), Pablo Mac Donough (10) and Juan M. Nero (10).                     |
| 2015  | La Dolfina                   | Adolfo Cambiaso (10), David Stirling Jr Jr (10), Pablo Mac Donough (10) and Juan M. Nero (10).                     |
| 2016  | La Dolfina                   | Adolfo Cambiaso (10), David Stirling Jr Jr (10), Pablo Mac Donough (10) and Juan M. Nero (10).                     |
| 2017  | La Dolfina                   | Adolfo Cambiaso (10), David Stirling Jr Jr (10), Pablo Mac Donough (10) and Juan M. Nero (10).                     |
| 2018  | La Dolfina                   | Adolfo Cambiaso (10), David Stirling Jr Jr (10), Pablo Mac Donough (10) and Juan M. Nero (10).                     |
| 2019  | La Dolfina                   | Adolfo Cambiaso (10), David Stirling Jr Jr (10), Pablo Mac Donough (10) and Juan M. Nero (10) (Rodrigo Andrade 8). |
| 2020  | La Dolfina                   | Adolfo Cambiaso (10), David Stirling Jr Jr (10), Pablo Mac Donough (10) and Juan M. Nero (10).                     |
| 2021  | La Natividad                 | Camilo "Jeta" Castagnola (9), Paul "Polito" Pieres (9), Bartolome Castagnola Jr (9), Ignatius Du Plessis (9).      |
| 2022  | La Dolfina                   | Adolfo Cambiaso (10), Poroto Cambiaso (9), David Stirling Jr (10) and Juan M. Nero (10).                           |